# Nomima szunyoghyi
Nomima szunyoghyi is een vlinder uit de familie Dudgeoneidae. De wetenschappelijke naam van deze soort is voor het eerst geldig gepubliceerd in 1965 door Gozmány.
De soort komt voor in tropisch Afrika.